# 皇舞
皇舞是一種中國的古代舞蹈形式。最早進行皇舞的時代是周朝，根據《周禮．舞師》記載，舞者頭上插著鳥羽，身穿翡翠羽衣，手執五彩鳥羽而舞，用以祈雨。